# Федерация баскетбола США
Федерация баскетбола США (англ. USA Basketball) - некоммерческая организация по баскетболу в Соединенных Штатах Америки. Организация представляет Соединенные Штаты в ФИБА и мужскую и женскую национальные баскетбольные команды в Олимпийском комитете США. Председателем совета является Джерри Коланжело, её исполнительный директор Джим Тули.
Организация несет ответственность за отбор и подготовку мужских и женских команд, которые представляют США в международных турнирах, в том числе на Чемпионате Мира для мужчин и женщин и на Олимпийских играх, а также для продвижение этого вида спорта среди перспективных игроков среди зрителей и болельщиков.

## История
Соединенные Штаты вошли в состав ФИБА в 1934 году и были представлены в ассоциации организацией под названием Любительский Спортивный Союз. В 1974 году, после слияния с рядом других американских организаций, ассоциация получила название Любительская Федерация Баскетбола Соединенных Штатов Америки (ABAUSA). 12 октября 1989 года переименована в Баскетбол США (англ. USA Basketball), по-прежнему являясь Национальной федерацией Соединенных Штатов по баскетболу.
Мужская национальная команда США по баскетболу — самая титулованная сборная в мировом мужском баскетболе, выигрывавшая медали на всех Олимпийских играх, в которых участвовала, в том числе 13 раз становившаяся олимпийским чемпионом.
Женская национальная команда США по баскетболу является шестикратным чемпионом олимпийских игр и восьмикратным чемпионом мира.

## Олимпийские команды
Федерация всегда играла основную роль в принятии решения по комплектации национальной команды для участия в олимпийском турнире по баскетболу. До Олимпийских игр в Сеуле 1988 года, национальные сборные исключительно комплектовались игроками из колледжа (непрофессионалами). С 1992 года Федерация баскетбола США начала привлекать в команду профессиональных игроков, главным образом, одних из лучших спортсменов Национальной баскетбольной ассоциации. Первая команда сформированная из профессионалов получила название Команды мечты (англ. Dream Team). В настоящее время Федерация выбирает лучших игроков по итогам сезона НБА, путём голосования специальной комиссии, состоящей из 9 человек (7 представителей НБА и 2 представителя Федерации).

## Внутренняя организация
- Президент: Вал Акерман
- Вице-президент: Джим Делани
- Генеральный секретарь: Терри Голландии
- Казначей: Роберт Канаби
- Представители спортсменов: Даун Стенли , Скотт Паддок
- Генеральный менеджер: Джерри Коланжело